# Reinhard Suhren
Reinhard Johann Heinz Paul Anton Suhren, né le 16 avril 1916 et mort le 25 août 1984, est un militaire allemand. Commandant de U-Boot durant la Seconde Guerre mondiale, il est titulaire de la croix de chevalier de la croix de fer avec feuilles de chêne et glaives.